# Лошиця (зупинний пункт)
Ло́щиця (біл. Ло́шыца) — пасажирський залізничний зупинний пункт Мінського відділення Білоруської залізниці Білоруської залізниці на електрифікованій магістральній лінії південно-східного напрямку Мінськ — Жлобин — Гомель між станцією Мінськ-Південний (1,7 км) та зупинним пунктом Залізничний (3,7 км). Розташований у південній частині Мінська (мікрорайони Лощиця та Сєрова), за 5,3 км від станції Мінськ-Пасажирський. Поруч розташована автобусна ДС «Сєрова».

## Історія
Зупинний пункт Лощиця відкритий 1990 року.
7 листопада 2013 року відкрито рух другої лінії Мінської міської електрички. Впродовж 2013—2014 років на зупинному пункті проведена капітальна реконструкція. 

## Пасажирське сполучення
На зупинному пункті Лощиця зупиняються електропоїзди другої лінії Мінської міської електрички Мінськ — Руденськ та електропоїзди регіональних ліній економкласу до станцій Мінськ-Пасажирський (Інститут культури), Пуховичі, Осиповичі I, Руденськ та Талька. 
Час у дорозі від станції Мінськ-Пасажирський з усіма зупинками складає приблизно 8 хвилин електропоїздами міських ліній та 8-10 хвилин електропоїздами регіональних ліній економкласу.